# Liste des moteurs Subaru
Subaru utilise un code à quatre ou cinq caractères pour identifier l'ensemble de ses moteurs.
- La première lettre est toujours E pour Engine (moteur). Ceci avant l'introduction de la série des moteurs FB.
- La seconde lettre désigne la famille de moteur.
- Viennent ensuite deux chiffres indiquant la course du moteur (ou des spécificités avant 1989)
- Le cinquième caractère optionnel est un identifiant pour certaines spécificités (ex. : turbo, DACT, injection de carburant).

## Moteurs Subaru bicylindres

### Moteurs Subaru EK
Le série EK est un flat-twin vertical à deux temps, avec au début un refroidissement à air remplacé plus tard en 1971 par un refroidissement liquide. Le moteur a été mis à niveau vers un quatre cylindres SOHC en 1973 pour répondre aux réglementations japonaises sur les émissions.
La série EK (japonais : Subaru EK series) a été utilisée à partir de 1958 et jusqu'en 1989 dans la plupart des keijidōsha (véhicules légers).

##### Refroidissement par air

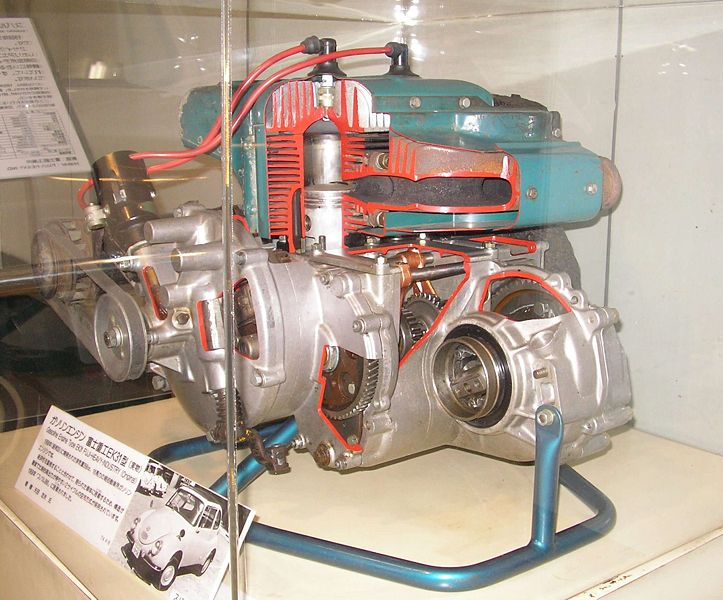
EK31

#### EK31 (356 cm3)
- Alésage × course = 61,5 × 60 mm
- Puissance max i 16 ch (12 kW) à 4 500 tr/min (05/1958 > 02/1960)
- Puissance maxi 18 ch (13 kW) à 4 700 tr/min (02/1960 > 07/1964)
- Puissance maxi 20 ch (15 kW) à 5 000 tr/min (07/1964 > 08/1968)
- Taux de compression = 6,5:1

Modèles motorisés : Subaru 360 (1958 > 1968) et la Sambar (1961 > 1970)

#### EK51 (423 cm3)
- Alésage × course = 67,0 × 60,0 mm
- Puissance maxi 23 ch (17 kW) à 5 000 tr/min
- Taux de compression = 6,5:1

Modèles motorisés : Subaru 450 (MAIA) Japon/Amérique du Nord (1960 > 1966)

#### EK32 (356 cm3)
- Alésage × course = 61,5 × 60 mm
- Puissance maxi 25 ch (18 kW) à 5 500 tr/min (08/1968 > 1970)
- Puissance maxi 36 ch (26 kW) à 7 000 tr/min (11/1968 > 1970)
- Taux de compression = 7,5:1

Modèles motorisés : Subaru 360 et 360 Young SS (1968 > 1970)

#### EK33 (356 cm3)
- Alésage et course = 61,5 × 60 mm
- Taux de compression = 6,5:1 (standard) 7,5:1 (Young SS & Sport Edition)
- Puissance maxi 26 ch (19 kW) à 5 800 tr/min (R-2 Van K41, Sambar K55/K64)
- Puissance maxi 30 ch (22 kW) à 6 500 tr/min (R-2)
- Puissance maxi 36 ch (26 kW) à 7 000 tr/min (R-2 SS)
- Puissance maxi 32 ch (24 kW) à 6 500 tr/min (R-2 Sport Edition)

Modèles motorisés : Subaru R-2 (1969 > 1971) et Subaru Sambar (1970 > 1973)

#### EK34 (356 cm3)
- Alésage × course = 61,5 × 60,0 mm
- Taux de compression = 6,5:1
- Puissance maxi 28 ch (21 kW) à 5 500 tr/min (Sambar K71/K72/K81)
- Puissance maxi 32 ch (24 kW) à 6 000 tr/min (R-2, Rex)
- Puissance maxi 35 ch (26 kW) à 6 500 tr/min (Rex TS)
- Puissance maxi 36 ch (26 kW) à 7 000 tr/min (R-2 RGS)
- Puissance maxi 37 ch (27 kW) à 6 500 tr/min (Rex GSR)

Modèles motorisés : Subaru R-2 (10/1971 > 07/1972), Subaru Rex (07/1972 > 10/1973) et Subaru Sambar (02/1973 > 02/1976)

#### Moteurs EK 4-temps
Quatre-temps SOHC à refroidissement liquide avec système d'émissions SEEC (plus tard SEEC-T), bloc et culasse en alliage.

#### EK21
- Alésage × course = 66,0 × 52,4 mm
- Cylindrée unitaire = 358 cm3
- Taux de compression = 9,5:1
- Puissance maxi 28 ch (21 kW) à 7 500 tr/min sur Rex Van K42, Wagon K26, Rex berline (12/1975 - 05/197)
- Puissance maxi 31 ch (23 kW) à 8 000 tr/min sur Subaru Rex (10/1973 - 12/1975)

Modèles motorisés : Subaru Rex K22 (10/1973 > 05/1976) et Subaru Sambar (02/1976 > 05/1976)

#### EK22 (Moteur équipé du systèmeSEEC-Tdes émissions)
- Alésage × course = 74,0 × 57,0 mm
- Cylindrée unitaire = 490 cm3
- Taux de compression = 9,0:1
- Puissance maxi 28 ch (21 kW) (Rex 5 Van K43, Sambar 5 K75/76/85)
- Puissance maxi 31 ch (23 kW) à 6 500 tr/min (Rex 5 K23)

Modèles motorisés : Subaru Rex (05/1976 > 05/1977) et Subaru Sambar (05/1976 > 03/1977)

#### EK23
- Alésage × course = 76,0 × 60,0 mm
- Cylindrée unitaire = 544 cm3
- Taux de compression = 8,5:1
- Deux soupapes par cylindre
- Puissance maxi 31 ch (23 kW) à 6 200 tr/min (Rex)
- Puissance maxi 28 ch (21 kW) à 6 200 tr/min (Rex Van, Sambar)
- Puissance maxi 31 ch (23 kW) à 6 000 tr/min (Rex 2e gen & Rex Combi)
- Puissance maxi 30 ch (22 kW) à 6 000 tr/min (Rex 3e génération)

Modèles motorisés : Subaru Rex (05/1977 > 1989) et Subaru Sambar (1977 > 1990)

#### EK23 ThreeValves
- Alésage × course = 76,0 × 60,0 mm
- Cylindrée unitaire = 544 cm3
- Taux de compression = 9,0:1
- Trois soupapes par cylindre
- Puissance maxi 34 ch (25 kW) à 6 000 tr/min (Sambar)
- Puissance maxi 36 ch (26 kW) à 7 000 tr/min (Rex)

Modèles motorisés : Subaru Rex Viki (1986 > 1989) et Subaru Sambar (1989 > 1990)

#### EK23 Turbo
- Alésage × course = 76,0 × 60,0 mm
- Cylindrée unitaire = 544 cm3
- Taux de compression = 8,5:1
- Deux soupapes par cylindre
- Turbos Hitachi de 36 mm
- Puissance maxi 41 ch (30 kW) à 6 000 tr/min

Modèle motorisé : Subaru Rex Combi (1983 > 1986)

#### EK23 ThreeValves Turbo
- Alésage × course = 76,0 × 60,0 mm
- Cylindrée unitaire = 544 cm3
- Taux de compression = 9,0:1
- Trois soupapes par cylindre (deux d'admission, une d'échappement)
- Turbos Hitachi de 36 mm
- Puissance maxi 36 ch (26 kW) à 7 000 tr/min

Modèle motorisé : Subaru Rex VX (1986 > 1989)

#### EK23 ThreeValves Compresseur
- Alésage × course = 76,0 × 60,0 mm
- Cylindrée unitaire = 544 cm3
- Taux de compression = 9,0:1
- Trois soupapes par cylindre (deux d'admission, une d'échappement)
- Refroidi à l'eau de refroidisseur intermédiaire
- Puissance maxi 55 ch (40 kW) à 6 400 tr/min

Modèles motorisés : Subaru Rex Compresseur (1988 > 1989)

#### EK42
- Alésage × course = 78,0 × 69,6 mm
- Cylindrée unitaire = 665 cm3
- Taux de compression = 9,5:1
- Deux soupapes par cylindre
- Puissance maxi 31 ch (23 kW) sur Subaru 700
- Puissance maxi 37 ch (27 kW) à 6 400 tr/min (version pour indice d'octane faible)
- Puissance maxi 35 ch (26 kW) à 6 400 tr/min sur M70, Mini Jumbo, Sherpa (version pour indice d'octane élevé)

Modèles motorisés : Subaru Rex et Sambar/700 (exportation seulement, 1982 > 1989)

## Moteurs Subaru 3-cylindres
La série des moteurs EF est un 3-cylindres à refroidissement liquide, 4-temps, SOHC. Il n'est pas conforme aux règlements du gouvernement japonais concernant la cylindrée des keijidōsha avec une limite maximale de 660 cm3. L'EF est apparue alors que l'EK a été remplacée par le EN05.

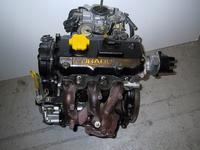
Moteur Subaru EF-12

### Moteurs Subaru EF
EF10
- SOHC 2V
- Alésage × course = 78,0 × 69,6 mm
- Cylindrée unitaire = 997 cm3
- Taux de compression = 9,5:1
- Puissance maxi : 55 ch à 5 200 tr/min
- Deux soupapes par cylindre

Modèle motorisé : Subaru Justy (1984 > 1987)
Subaru libero (e10) (1984 > 1994)
EF12
- SOHC 3V
- Alésage × course = 78,0 × 83,0 mm
- Cylindrée unitaire = 1 189 cm3
- Taux de compression = 9,1:1
- Puissance maxi : 66 à 73 ch
- Trois soupapes par cylindre

Modèle motorisé : Subaru Justy (1987 > 1994)
Subaru libero (e12) (1984 > 1994)

## Moteurs Subaru 4-cylindres
Toutes les Subaru à moteur 4-cylindres (à l'exception de la série EN) sont des moteurs boxer à cylindres opposés horizontalement, à refroidissement liquide et 4-temps.

### Moteurs Subaru EA
Le moteur EA a été utilisé à partir de 1966 jusqu'en 1994, dans la plupart des modèles. C'est un moteur basique à deux soupapes par cylindre avec entrées/sorties siamoises et vilebrequin à trois paliers. Les moteurs à arbre à cames en tête ont été installés avec deux courroies de distribution, tandis que les véhicules avec soupapes en tête utilisent exclusivement des pignons pour la distribution.

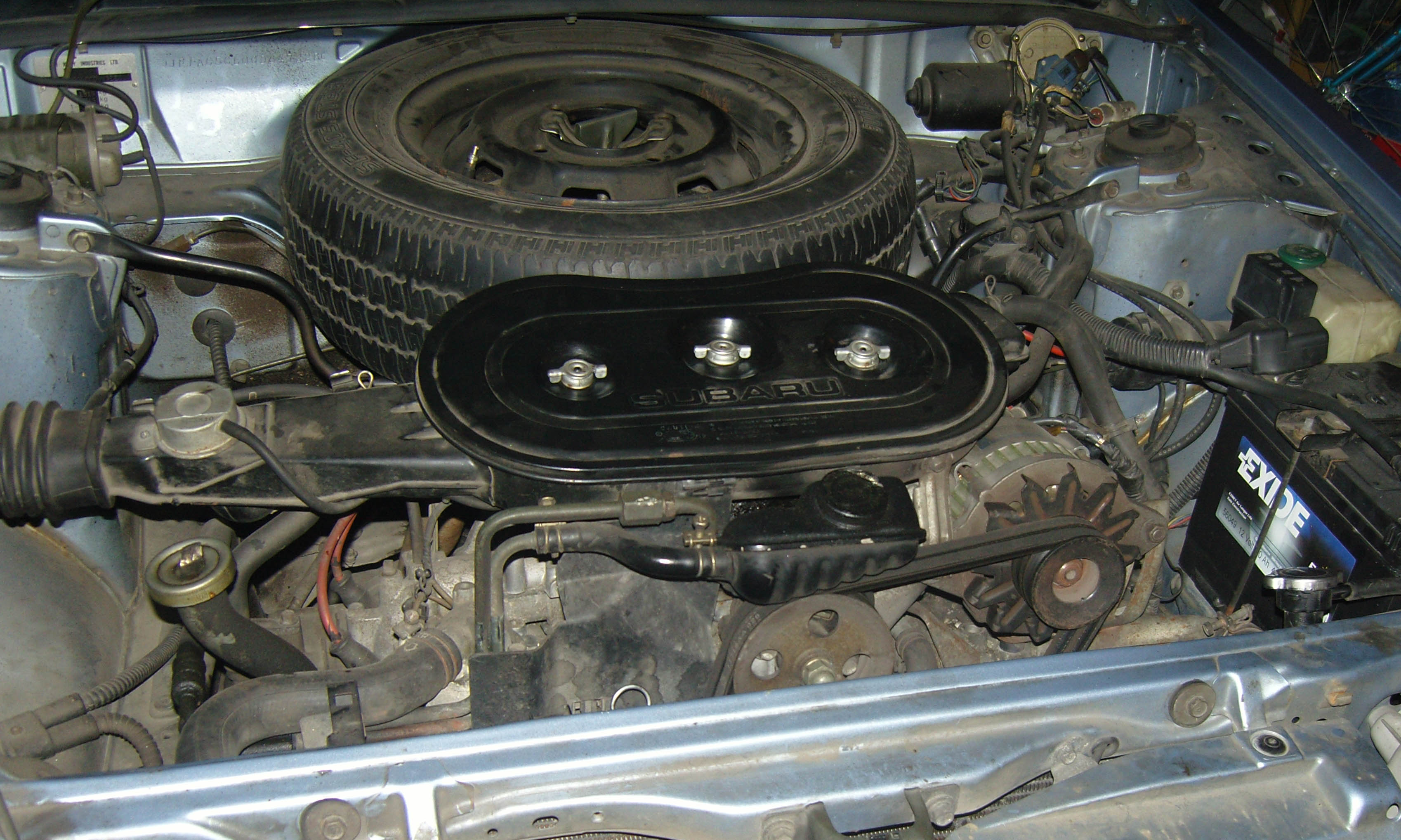
Moteur Subaru EA82

- EA52 : 977 cm3 à soupapes en tête, 55 ch à 6 000 tr/min > Subaru 1000 (1966 > 1971)
- EA61 : 1 088,8 cm3 à soupapes en tête, 62 ch à 6 400 tr/min > Subaru FF-1 Star et Subaru G (1970 > 1972)
- EA62 : 1 267,5 cm3 à soupapes en tête, 80 ch à 6 400 tr/min > Subaru G (1971 > 1972)
- EA63 : 1 362 cm3 à soupapes en tête, 58 ch à 5 200 tr/min > Subaru Leone (1973 > 1976)
- EA71 : 1 595 cm3 à soupapes en tête, 67 ch à 5 200 tr/min ou 68 ch à 4800 > Subaru Leone (1976 > 1987) et Subaru BRAT/brumby (1978 > 1980)
- EA81 : 1 781 cm3 à soupapes en tête, 73 ch à 4 800 tr/min > Subaru Leone (1980 > 1984) et Subaru BRAT/brumby (1981 > 1984)
- EA81T : 1 781 cm3 à soupapes en tête Turbo, 95 ch à 4 200 tr/min > Subaru Leone (1983 > 1984) et Subaru BRAT/brumby
- EA82 : 1 791 cm3 SACT, 84 à 97 ch > Subaru Leone et Subaru XT
- EA82T : 1 791 cm3 SACT, 115 ch à 5 200 tr/min > Subaru Leone et Subaru XT

### Moteurs Subaru EE (diesel)
Subaru a dévoilé en première mondiale le premier moteur boxer diesel dans une voiture de tourisme au salon de Genève en 2007. Ce moteur 2,0 L à DOHC, appelé le EE20, a une puissance 147 ch et 350 N m de couple, cinq paliers et a été lancé en Europe en 2008. Le moteur était à l'origine certifié Euro-4, avec des mises à jour pour l'Euro-5 en 2008 et l'Euro-6 en 2015.
Cylindrée : 1 998 cm3 ; alésage × course : 86 × 86 mm

### Moteurs Subaru EJ
Le moteur EJ a été introduit en 1989 sur la Subaru Legacy pour remplacer les moteurs EA. Il a été conçu à partir de zéro avec cinq paliers de vilebrequin et quatre soupapes par cylindre et peut être SOHC ou DOHC avec une courroie de distribution. Le cinquième chiffre est la seule façon de dire quel est le moteur sans le voir.

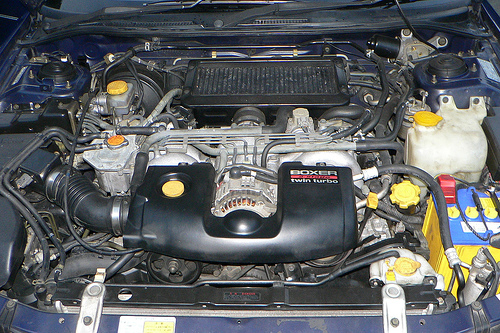
Subaru EJ20H twin turbo

- EJ15 : 1 483,4 cm3 SACT > JDM Subaru Impreza (1990 > 2003)
- EJ16 : 90 ch à 5 600 tr/min > Subaru Impreza (1993 > 2006)
- EJ18 : 1 820 cm3 SACT 110 ch à 5 600 tr/min > Subaru Impreza (1993 > 1996) et les versions Europe et Japon de la Subaru Legacy
- EJ20 : 1 994,3 cm3, disponible en Europe et au Japon en version atmosphérique de 115 à 190 ch et avec un Turbo de 220 à 280 ch, utilisé sur la plupart des modèles, (WRX 2002 > 2005 aux États-Unis)
- EJ22 : 2 212 cm3, 135 à 280 ch > Subaru Impreza (1989 > 2001) et Subaru Legacy
- EJ25 : 2 457 cm3, 165 à 320 ch sur la plupart des modèles de 1995 à aujourd'hui
- EJ30 : moteur série spéciale limitée. Quatre moteurs ont été construits par Subaru, mais seulement trois restent en état de fonctionnement. Il n'y a pas vraiment de données disponibles concernant les données techniques ou la puissance de ces moteurs.

Généralement les séries EJ peuvent être divisées en deux versions : Moteurs Phase I (1989-1998) et Moteurs Phase II (1999-2010). La Phase II des moteurs possède de nouvelles culasses et des vilebrequins avec la butée située sur la manivelle du palier no 5 à la place du no 3. La désignation a également changé de la Phase I à la Phase II. Tous les moteurs Phase I ont un suffixe alphanumérique derrière la désignation standard EJXX, les moteurs Phase II ont seulement un suffixe numérique derrière la désignation EJXX. Exemple :
Phase I : EJ15E, EJ15J, EJ16E, EJ18E, EJ20D, EJ20E, EJ20G, EJ20H, EJ20J, EJ20R, EJ20K, EJ22E, EJ221, EJ25D
Phase II : EJ151, EJ161, EJ181, EJ201, EJ202, EJ203, EJ204, EJ205, EJ206, EJ207, EJ208, EJ222, EJ251, EJ252, EJ253, EJ254, EJ255, EJ257
- Il y a au moins une exception à cette règle - le moteur MA'07 EJ20F. Le plus probable est que F désigne "bi-Fuel" (moteurs préparés pour le GPL). Cela n'est pas une info confirmée, mais basée uniquement sur l'expérience des utilisateurs et des observations.

### Moteurs Subaru EL
Le (japonais : Subaru EL engine) moteur EL a remplacé le EJ15 et est utilisé dans la version japonaise de la Subaru Impreza 1.5 R (série GD, GG, GE, GH), à partir de l'année modèle 2006. Il est basé sur le moteur EJ et partage de nombreux composants avec celui-ci, comme le vilebrequin de la EJ25. Il possède un double arbre à cames en tête avec AVCS, distribution à calage variable à l'admission,.
- Cylindrée : environ 1 498 cm3
- Alésage × course : 77,7 × 79 mm
- Taux de compression : 10,1
- puissance maxi 110 ch (81 kW) à 6 400 tr/min
- couple maxi 144 N m à 3 200 tr/min
- AVCS (Active Valve Control System)

### Moteur Subaru EN
Le moteur quatre cylindres en ligne Subaru EN a été introduit en 1988, afin de remplacer le moteur EK de série qui a été conçu à l'origine comme un moteur à refroidissement par air, puis a été modifié comme un moteur à refroidissement liquide utilisé dans la Subaru R-2 de 1969 à 1972. Le EN est utilisé dans tous les Keijidōsha actuellement en cours de production par Subaru.

### Moteurs Subaru FA
(japonais : Subaru FA engine) Le moteur FA a été développé à partir du moteur FB. Réduire le poids tout en maintenant la durabilité ont été les principaux objectifs dans la conception de ce moteur. Bien que les moteurs FA et FB soient utilisés sur une plate-forme commune, le FA partage très peu de ses pièces avec le FB, puisqu'il possède un bloc, une culasse, des bielles et des pistons différents.

#### FA20D

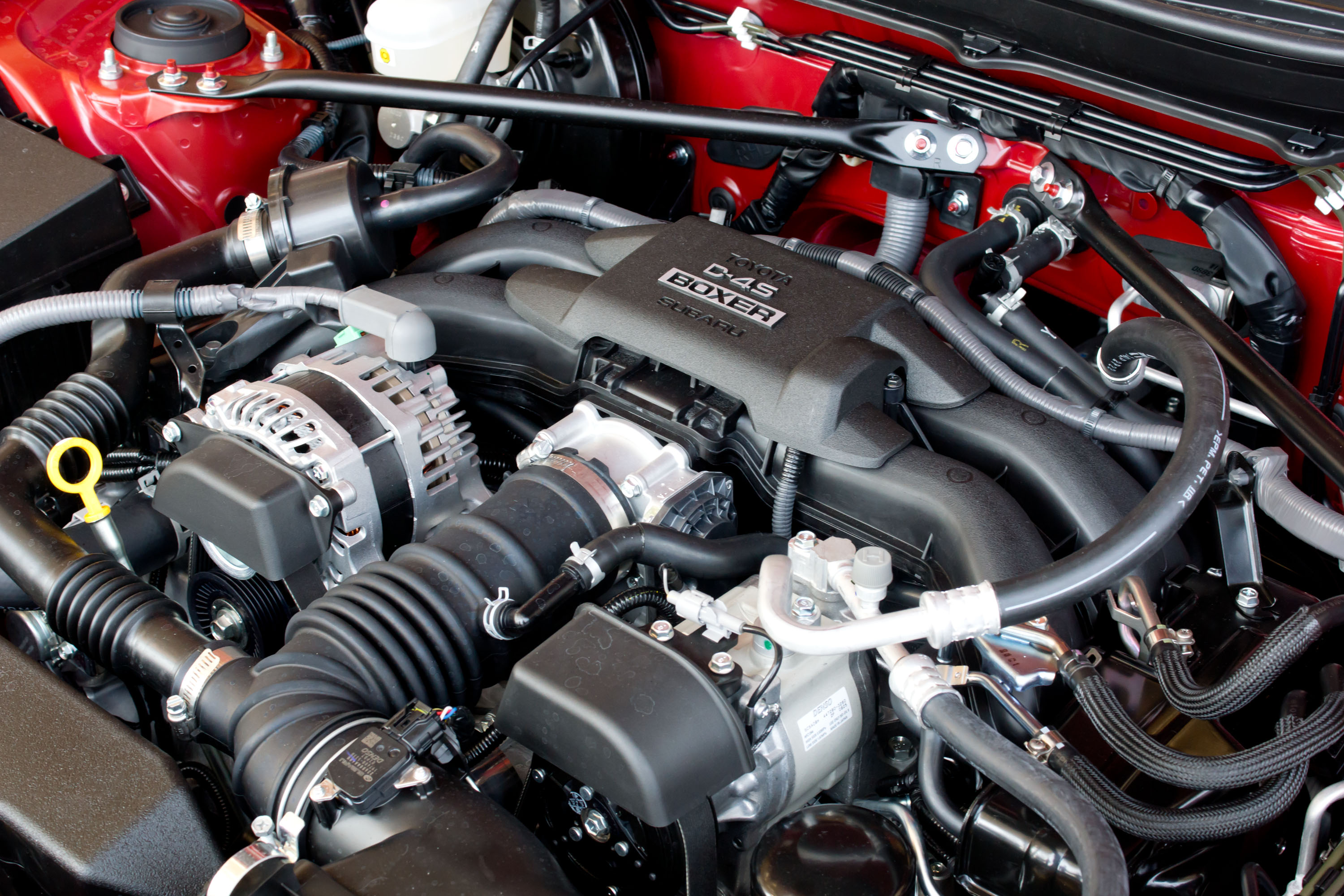
Subaru FA20D

Le FA20D est équipé d'injecteurs (système d'injection Toyota D-4S) et du système de calage variable Subaru CFS. Il est utilisé dans la Subaru BRZ, et est identifié par un code moteur Toyota sous le label 4U-GSE (le même installé dans la Toyota 86 et la Scion FR-S). Subaru préconise l'utilisation d'huile 0W-20.
- Alésage × course : 86 × 86 mm
- Cylindrée : 1 998 cm3
- Taux de compression : 12,5:1
- Puissance maxi : 200 ch (147 kW) à 7 000 tr/min
- Couple : 205 N m à 6 400 tr/min

#### FA20F

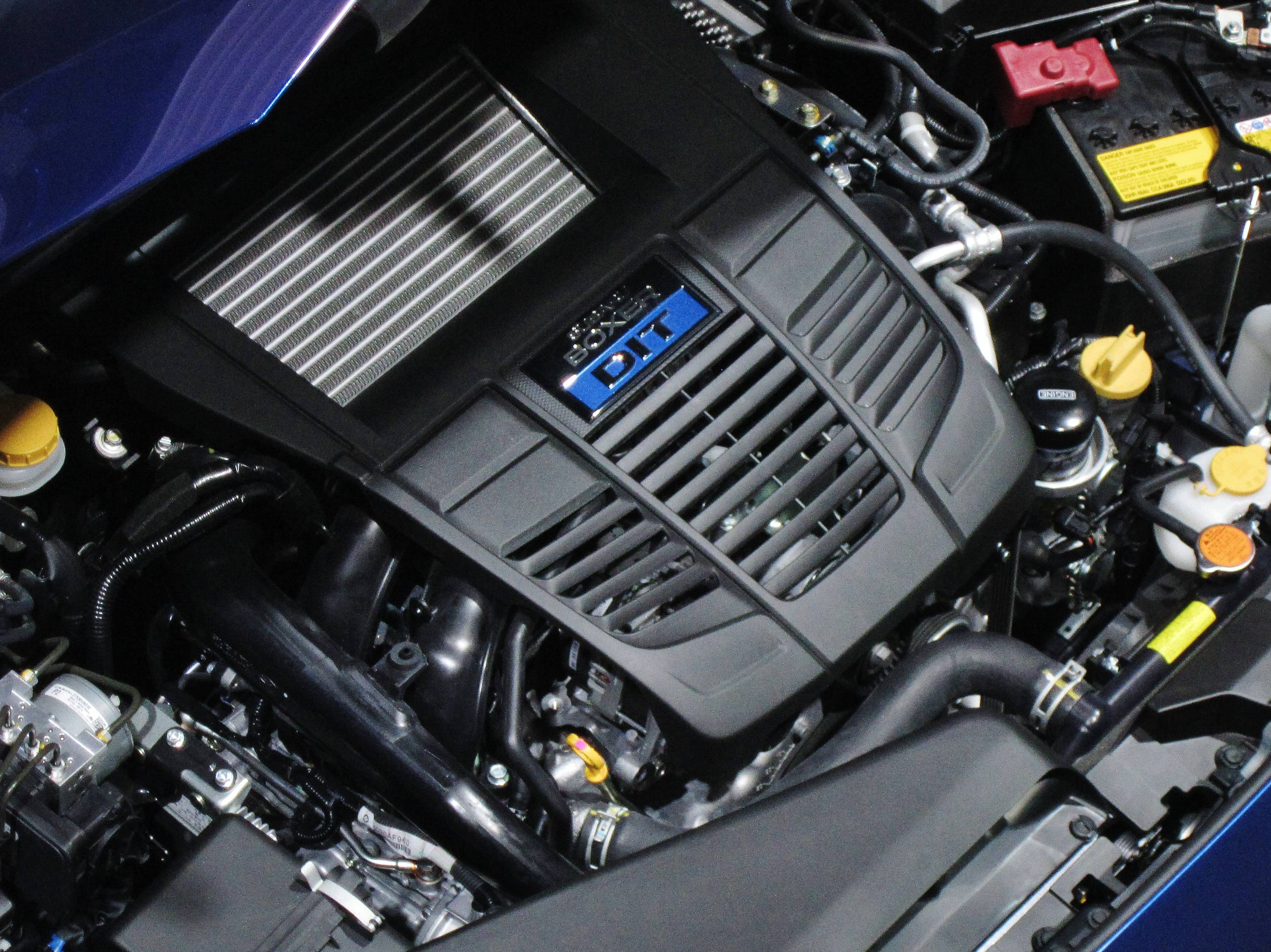
Subaru FA20F

Une version Subaru à injection directe et biturbo (turbocompresseur twin-scroll) a été introduite en 2012.
- Cylindrée : 1 998 cm3
- Alésage × course : 86 × 86 mm
- Taux de compression : 10,6:1
- Modèles motorisés :
  1. Subaru Legacy 2.0 GT DIT (2012 Japon) et Subaru Levorg (2014)
    - Puissance : 300 ch (221 kW) à 5 600 tr/min
    - Couple : 400 N m de 2 000 à 4 800 tr/min

  2. Subaru Forester XT (2014) USA
    - Puissance : 250 ch (186 kW) à 5 600 tr/min
    - Couple : 350 N m de 2 000 à 4 800 tr/min

  3. Subaru WRX (2015) USA
    - Puissance : 268 ch (200 kW) à 5 600 tr/min
    - Couple : 350 N m de 2 000 à 5 200 tr/min

### Moteurs Subaru FB

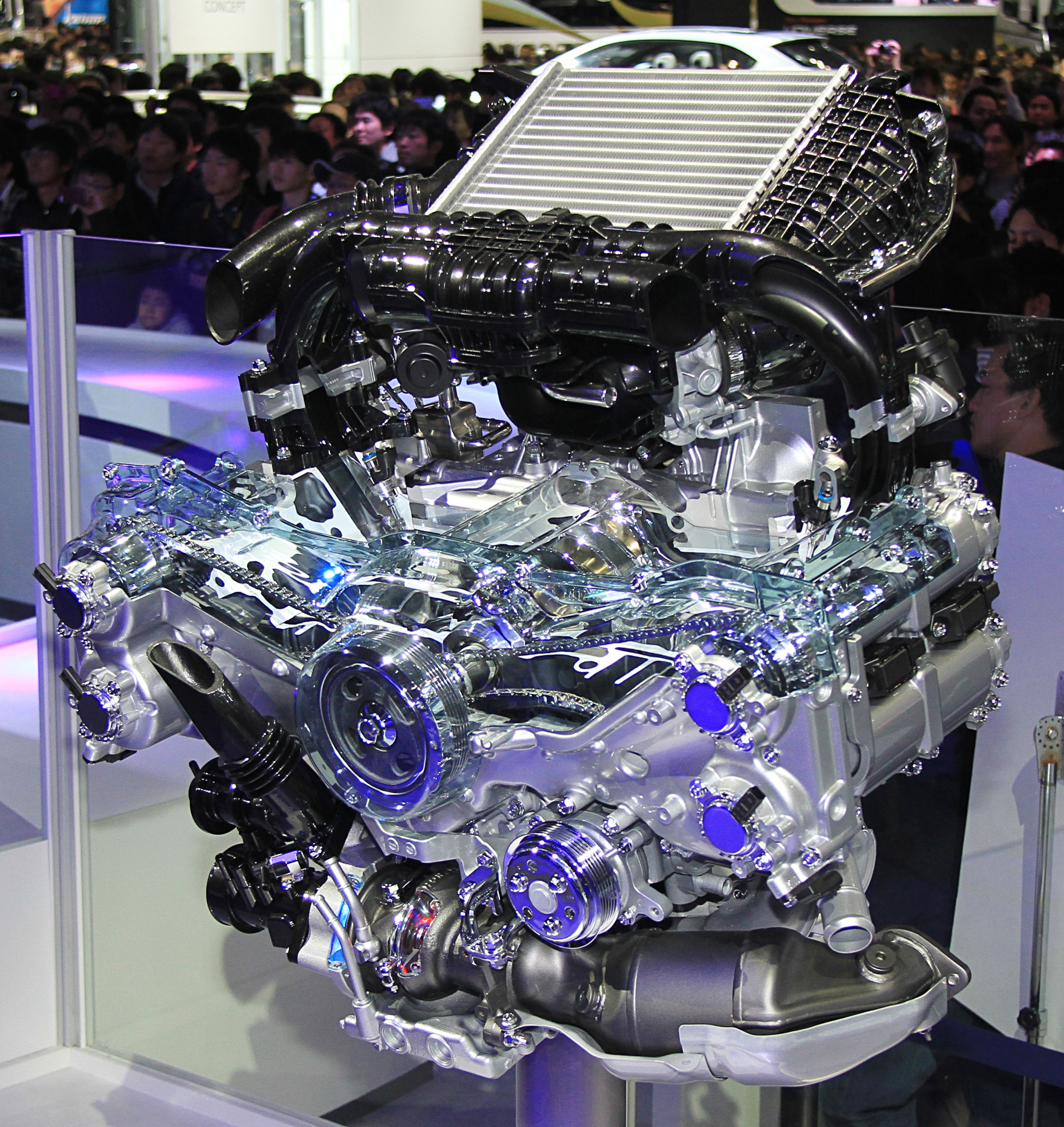
Subaru FB16 DIT

(japonais : Subaru FB engine) Une toute nouvelle génération de moteur boxer est annoncée le 23 septembre 2010. Par augmentation de la course du piston et diminution de l'alésage, Subaru vise à réduire les émissions et améliorer les économies de carburant, tout en renforçant et en élargissant le couple de sortie par rapport à la précédente génération de moteur.
Le FB a un tout nouveau bloc et une culasse dotée d'un double arbre à cames en tête avec distribution à calage variable à l'admission et à l'échappement (AVCS - Active Valve Control System). Une chaîne remplace la courroie de distribution. L'entraînement par chaîne permet de placer les soupapes avec un angle étroit les unes aux autres et permet de réduire la taille de l'alésage des cylindres de 99,5 à 94 mm. Il en résulte moins de carburant non brûlé lors du démarrage à froid, ce qui réduit les émissions. Subaru est en mesure de maintenir la dimension extérieure sensiblement inchangée avec des bielles asymétriques comme celles du EZ36. Le FB est légèrement plus lourd. En janvier 2011, Car and Driver a annoncé que l'injection directe serait bientôt ajoutée.
Subaru revendique 28 % de réduction des frottements, principalement en raison de pistons et de bielles allégées,. Le FB a une amélioration de 10 % en économie de carburant avec une puissance disponible plus tôt et une bande de couple plus large.
FB16
- Cylindrée : 1 597 cm3 DOHC
- Alésage × course : 78,8 × 82 mm
- Taux de compression : 10,5:1

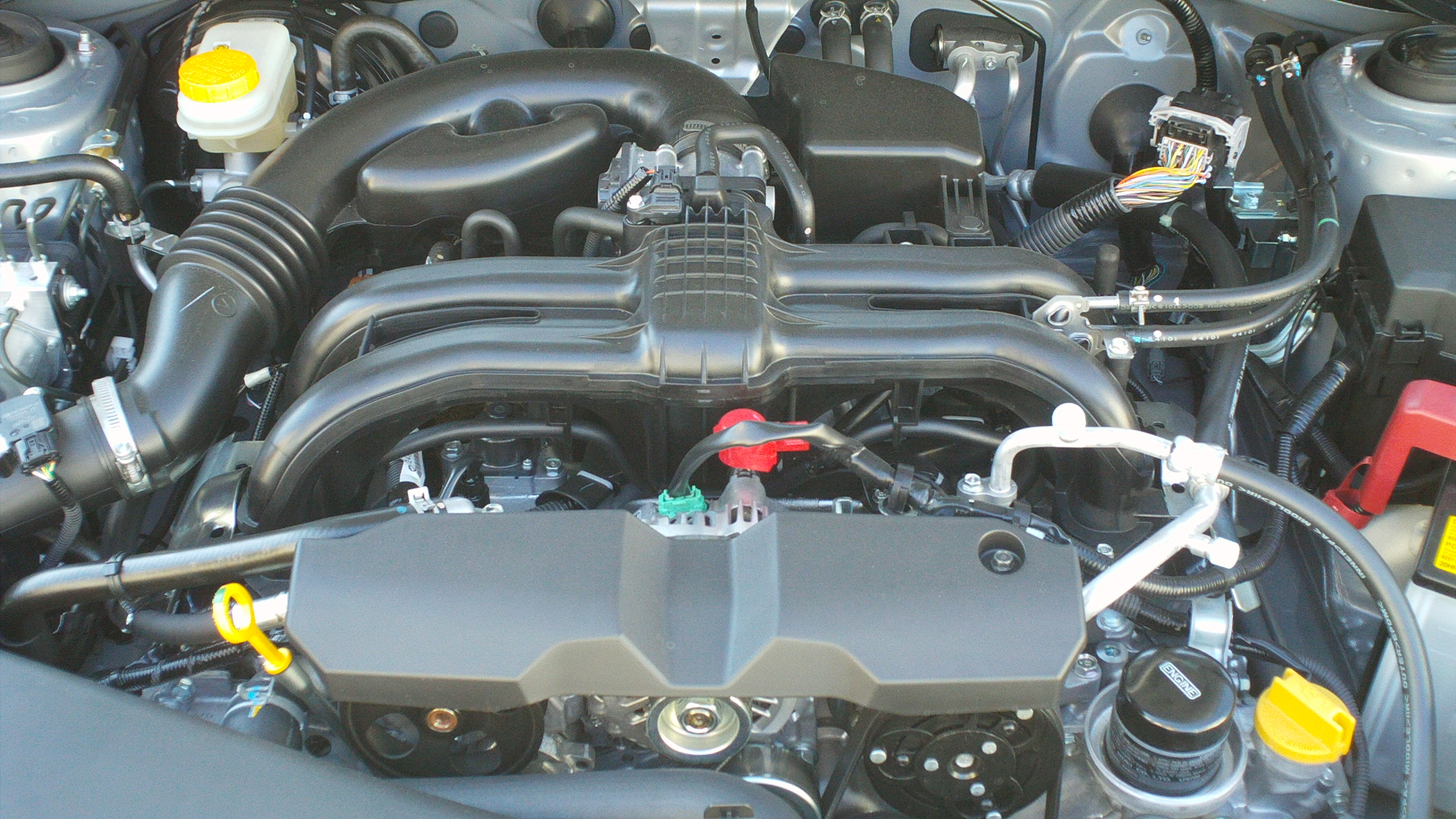
Subaru FB16

- Puissance : 113 ch (84 kW) à 5 600 tr/min
- Couple : 150 N m à 4 000 tr/min
- Modèle motorisé :
  1. Subaru Impreza XV 1.6i (2012 Europe)

#### FB20B
- Cylindrée : 1 995 cm3 DOHC
- Alésage × course : 84 × 90 mm
- Taux de compression : 10,5:1
- Modèles motorisés :
  1. Subaru Forester (2011 Japon)[11]

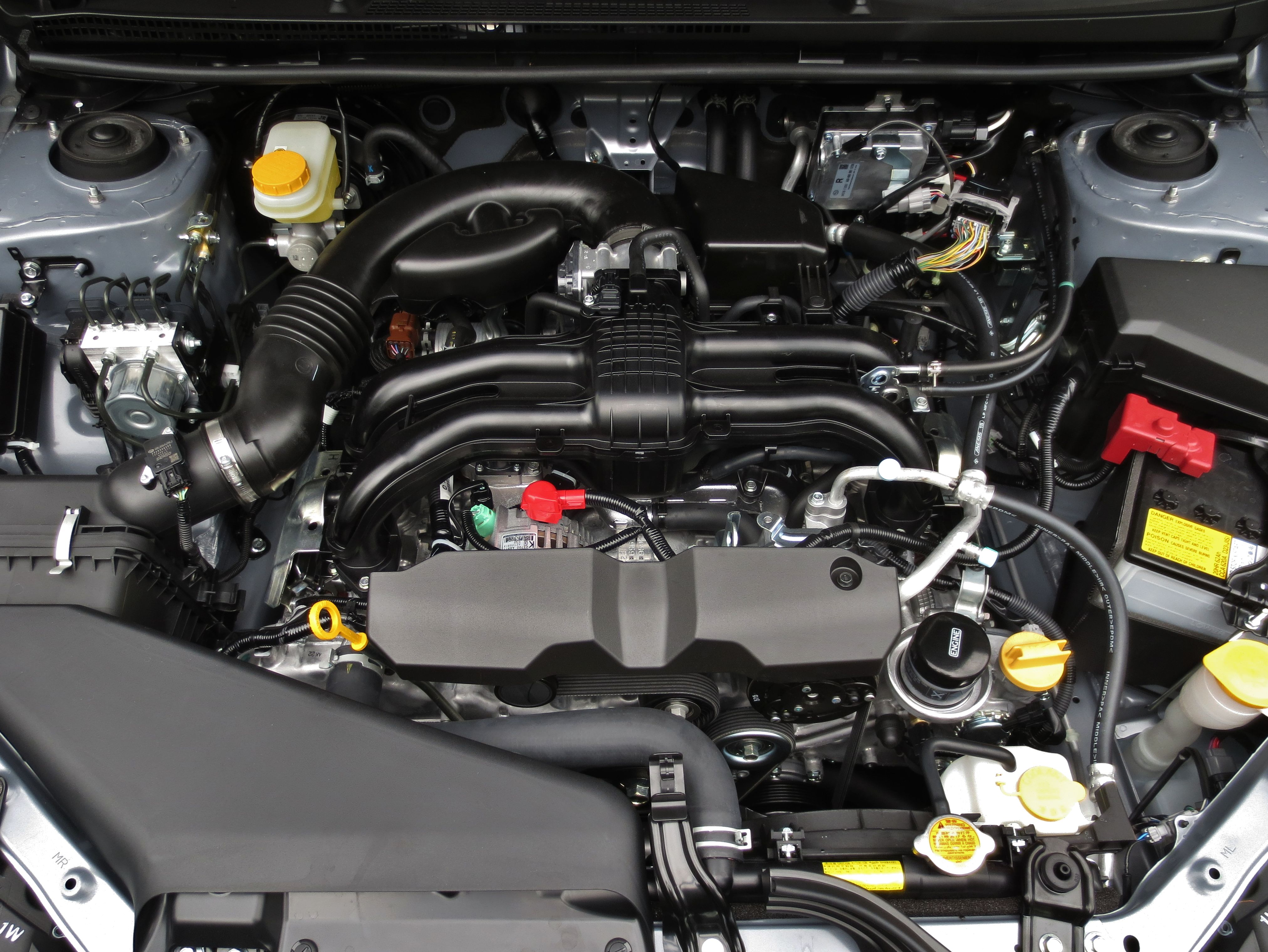
Subaru FB20B

    - Puissance : 148 ch (109 kW) à 6 000 tr/min
    - Couple : 196 N m à 4 200 tr/min

  2. Subaru Impreza (2012 > 2016) et Subaru XV (2012 > Aujourd'hui)
    - Puissance : 148 ch (110 kW) à 6 200 tr/min
    - Couple : 197 N m à 4 200 tr/min

#### FB20X
- Cylindrée : 1 995 cm3 DOHC
- Alésage × course : 84 × 90 mm
- Taux de compression : 10,5:1

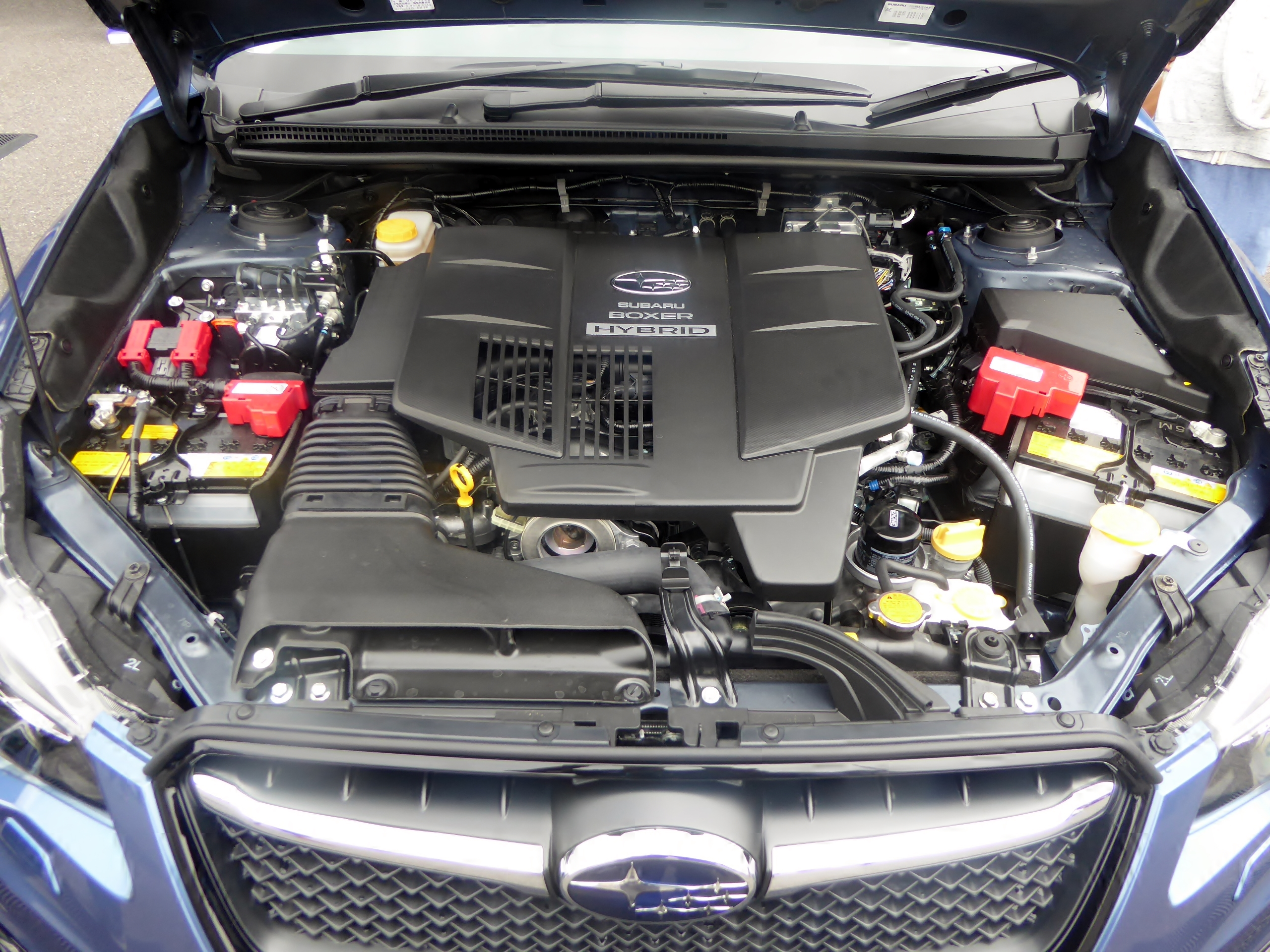
Subaru FB20X

- Puissance : 160 ch (119 kW) à 6 000 tr/min
- Couple : 221 N m à 2 000 tr/min
- Modèle motorisé :
  1. Subaru XV Hybride (2014 > Aujourd'hui)

#### FB25B
- Cylindrée : 2 498 cm3 DOHC
- Alésage × course : 94 × 90 mm
- Taux de compression : 10,0:1[12]

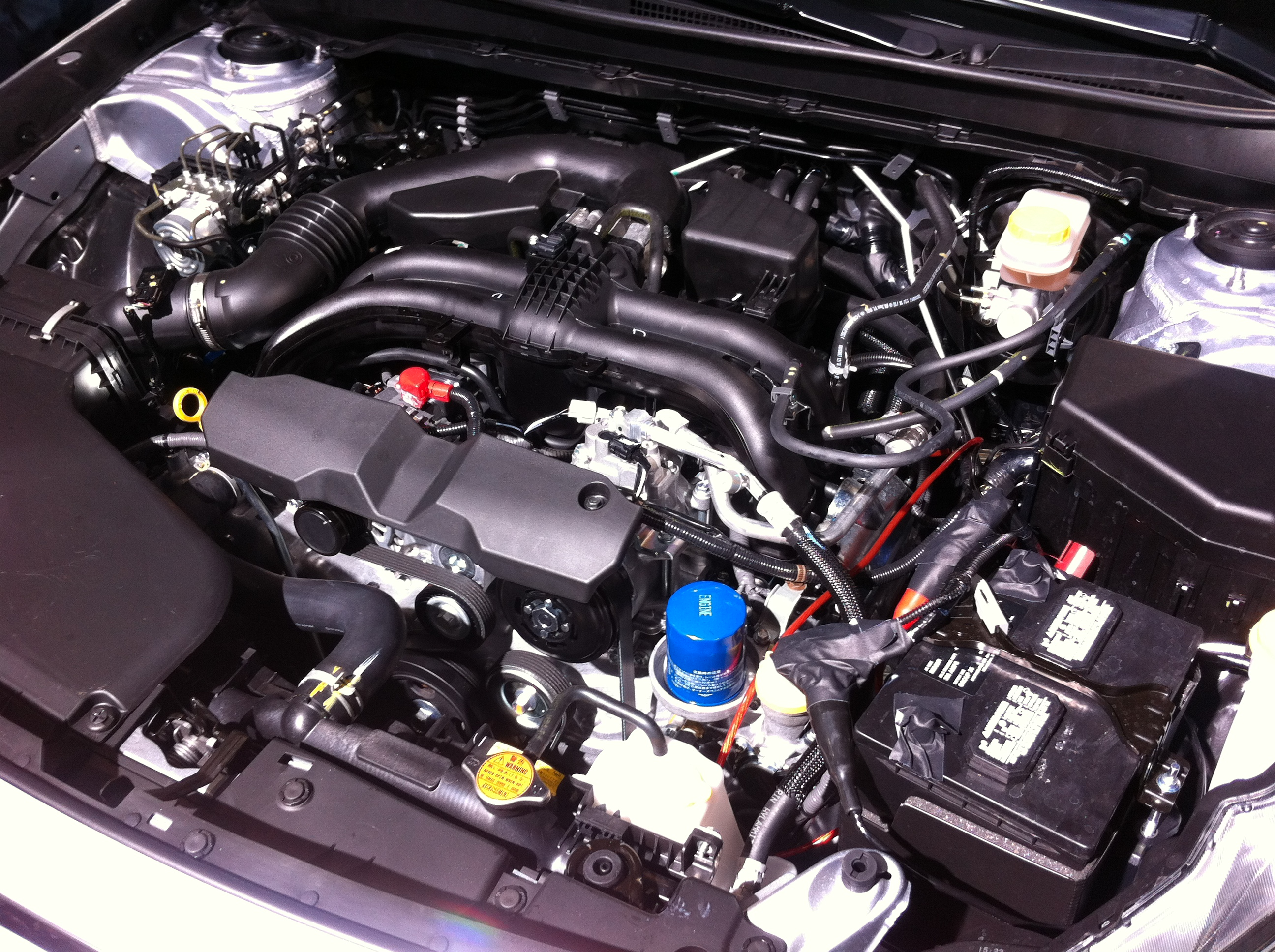
Subaru FB25B

- Puissance : 170 ch (127 kW) à 5 800 tr/min[13]
- Couple : 236 N m à 4 100 tr/min
- Modèles motorisés :
  1. Subaru Forester (2011 Amérique du Nord)
  2. Subaru Legacy (2012 Amérique du Nord)

## Six cylindres
Tous les moteurs à six cylindres Subaru sont des Flat-6 (moteurs à plat boxer) quatre-temps à refroidissement liquide.

### Moteur Subaru ER
(japonais : Subaru ER27) Subaru a présenté son premier moteur six cylindres dans sa voiture de sport la Subaru XT. Ce moteur SOHC était basé sur le EA82, avec deux cylindres ajoutés à l'arrière.
- ER27 : 2 672 cm3 SOHC, 145 ch à 5 200 tr/min
- Modèle motorisé :
  1. Subaru XT (1987 > 1991)

### Moteur Subaru EG
Le moteur Subaru EG (japonais : Subaru EG33) est le remplaçant direct du moteur ER. Le ER a été utilisé uniquement dans la Subaru XT6, qui a été remplacé par la Subaru Alcyone SVX, et la société a profité de l'occasion pour créer un nouveau moteur basé sur le plus moderne EJ plutôt que sur l'EA de série. Comme le ER27 était issu du EA82, Subaru a pris le EJ22 pour créer une version six cylindres et obtenir le nouveau EG33. Toutefois, les quatre soupapes par cylindre du moteur DOHC, et le dispositif de commande des soupapes proviennent du nouveau (et pas encore commercialisé) bloc EJ25D. Alésage : 96,9 mm. Course : 75 mm.
- EG33 : 3 318 cm3 DOHC, 230 ch à 5 400 tr/min
- Modèle motorisé :
  1. Subaru Alcyone SVX (1992 > 1997)

### Moteurs Subaru EZ

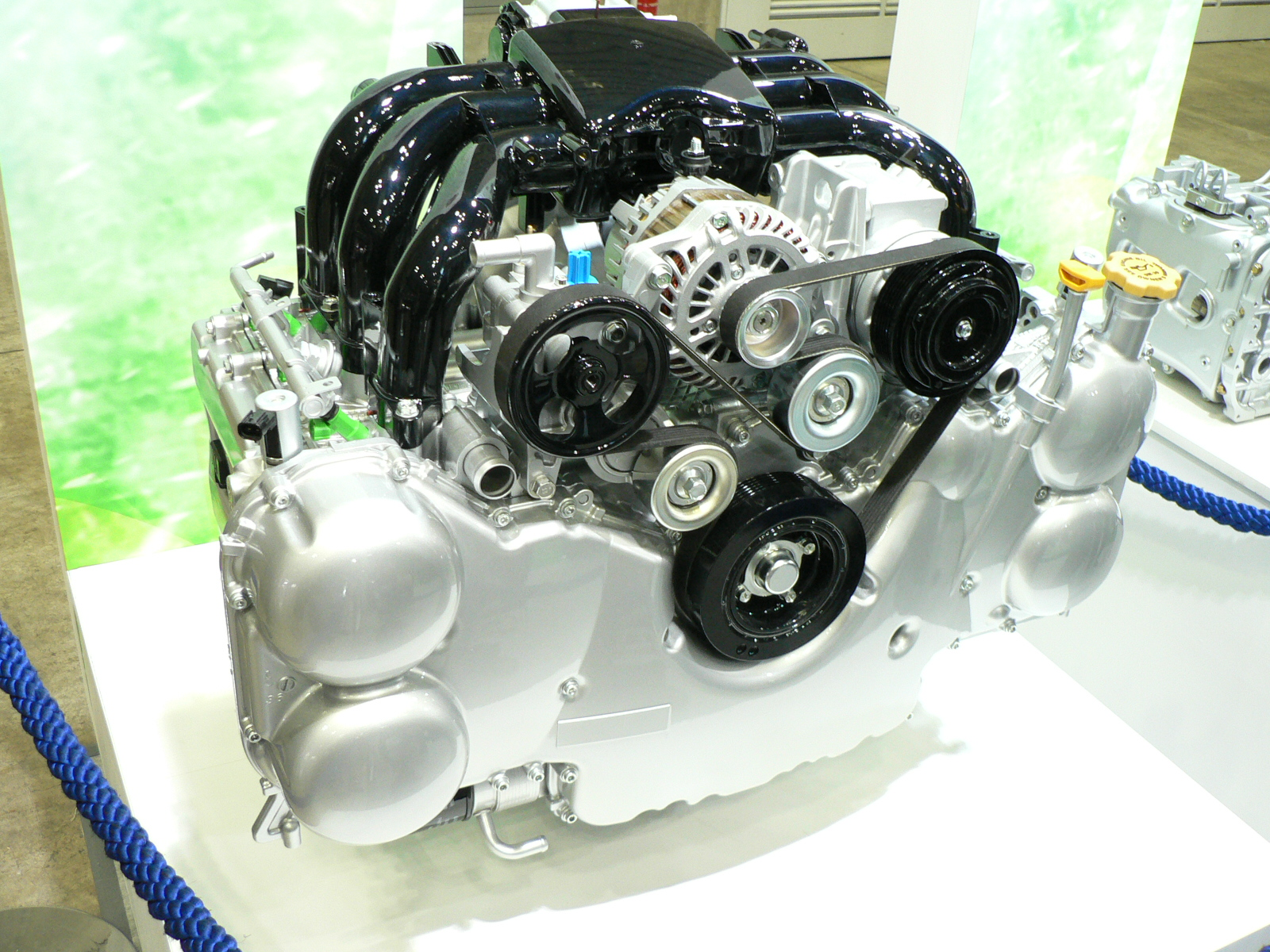
Subaru EZ36

Le moteur EZ (japonais : Subaru EZ series) a été lancé en 1999 sur le marché japonais, avec la Subaru Outback, et en 2000 aux États-Unis, également avec l'Outback. C'est un moteur à plat boxer flat-six, 24 soupapes, quatre arbres par cylindre avec un bloc et culasse en aluminium. Il est disponible en versions EZ30 et EZ36. Bien que la deuxième itération du EZ30D ait été utilisée de 2003 à 2009 puis sérieusement mise à jour à partir du début des EZ30D de 2001 à 2003, Subaru a continué à l'identifier en tant que EZ30D. "EZ30R" est un faux code moteur souvent utilisé sur Internet pour des EZ30 plus tardifs, mais Subaru n'a jamais utilisé ce code moteur officiellement. Tous les moteurs de la série EZ utilisent une double chaîne de distribution et une fonction de bobine d'allumage sur bougies.

#### EZ30D
Cette version utilise une sortie d'échappement par la culasse, un câble d'accélérateur, une géométrie d'admission variable, et un collecteur d'admission en fonte d'aluminium. Il était uniquement disponible avec une transmission automatique.
- Cylindrée : 2 999 cm3 DOHC
- Alésage × course : 89,2 × 80 mm
- Taux de compression : 10,7:1
- Puissance : 220 ch (162 kW) à 6 000 tr/min
- Couple : 289 N m à 4 400 tr/min
- Modèles motorisés :
  1. Subaru Outback H6 (2000 > 2004)
  2. Subaru Legacy GT30 (2000 > 2002)
  3. Subaru Legacy Lancaster 6 (2000 > 2002)

EZ30D v2
Cette version a reçu de nouvelles culasses avec 3 sorties d'échappement, AVLS, CFS sur les cames d'admission seulement, un accélérateur électronique, et un collecteur d'admission en plastique. Il était disponible en versions boite manuelle et automatique à la différence de l'ancien EZ30D.
- Cylindrée : 2 999 cm3 DOHC
- Alésage × course : 89,2 × 80 mm
- Taux de compression : 10,7:1
- Puissance : 245 ch (180 kW) à 6 600 tr/min
- Couple : 297 N m à 4 200 tr/min
- Modèles motorisés :
  1. Subaru Legacy 3.0 R (2003 > 2009)
  2. Subaru Outback 3.0 R (2005 > 2009)
  3. Tribeca (2006 > 2007)

#### EZ36D
Le EZ36D conserve le collecteur d'admission en plastique, les 3 sorties d'échappement par la culasse, et l'accélérateur électronique des dernières EZ30D, mais perd la fonction AVLS, tout en acquérant le CFS pour les deux cames d'admission et d'échappement. Le EZ36D intègre également une conception asymétrique des bielles partagée avec la série FB essence et EE20 diesel.
- Cylindrée : 3 629 cm3 DOHC
- Alésage × course : 92 × 91 mm
- Taux de compression : 10,5:1
- Puissance : 260 ch (191 kW) à 6 000 tr/min
- Couple : 335 N m à 4 400 tr/min
- Modèles motorisés :
  1. Subaru Legacy (2010 > aujourd'hui)
  2. Subaru Outback (2010 > aujourd'hui)
  3. Subaru Tribeca (2008 > 2014)